# Alias María
Alias María es una película dramática colombo-argentina-francesa de 2015, dirigida por José Luis Rugeles y escrita por Diego Vivanco. Fue estrenada en Colombia el 3 de abril de 2015.
La película fue proyectada en la sección Un certain regard en la edición 68 del Festival de Cannes (2015).
Alias María trata el conflicto armado colombiano desde el punto de vista de una niña guerrillera de 13 años.

## Sinopsis
María (Karen Torres) es una joven de 13 años combatiente de la guerrilla que lleva militando desde hace dos años. Tiene que emprender la misión de llevar al hijo recién nacido de su comandante a través de la selva hasta un pueblo seguro, siendo acompañada por Byron (Anderson Gomez), Yuldor (Erik Ruiz) y Mauricio (Carlos Clavijo). Ella también está embarazada, pero debe guardar su secreto para evitar que el médico del campamento la obligue a abortar, sin embargo, su secreto es revelado durante la travesía.

## Reparto
- Karen Torres como María.
- Carlos Clavijo como Mauricio.
- Anderson Gomez como Byron.
- Erik Ruiz como Yuldor.
- Fabio Velazco como el comandante.
- Lola Lagos como Diana.
- Julio Pachón como el médico.
- Carmenza González como esposa del médico.

### Tráileres y videos relacionados
- Alias Maria - Tráiler Internacional. en YouTube. (Alias María; 2015).
- Alias María - Tráiler Oficial. en YouTube. (Alias María; 2015).
- Alias María – José Luis Rugeles – Entrevista. en YouTube. (Cinéfilos Colombia; 2015).
- Entrevista Karen Torres - Aljazeera (en inglés). en YouTube. (Alias María; 2015).
- Entrevista protagonista 'Alias Maria' Karen. en YouTube. (Sebastián Solís, Week TV; 2015).
- Entrevista elenco Película Colombiana 'Alias Maria'. en YouTube. (Sebastián Solís, Week TV; 2015).

- Datos: Q19903248